# 白景亮
白景亮，字明甫，元朝南阳（今河南南阳市）人。
白景亮明晓法律，擅长书写计算。担任征东行省译史有功，破格提拔为南恩知州，升任为沔阳县尹，因评为政绩第一，特授衢州路总管。他在任修明学政，核验田亩以均徭役，减轻赋役，使百姓得安。他为官清廉，官至台州路总管，在官任上去世。